# Oncholaimus brachycercus
Oncholaimus brachycercus is een rondwormensoort uit de familie van de Oncholaimidae. De wetenschappelijke naam van de soort is voor het eerst geldig gepubliceerd in 1889 door de Man.